# Lordocythere petersi
Lordocythere petersi är en kräftdjursart som beskrevs av Hobbs och Hobbs III 1970. Lordocythere petersi ingår i släktet Lordocythere och familjen Entocytheridae. Inga underarter finns listade i Catalogue of Life.